# Peter Claus Hartmann

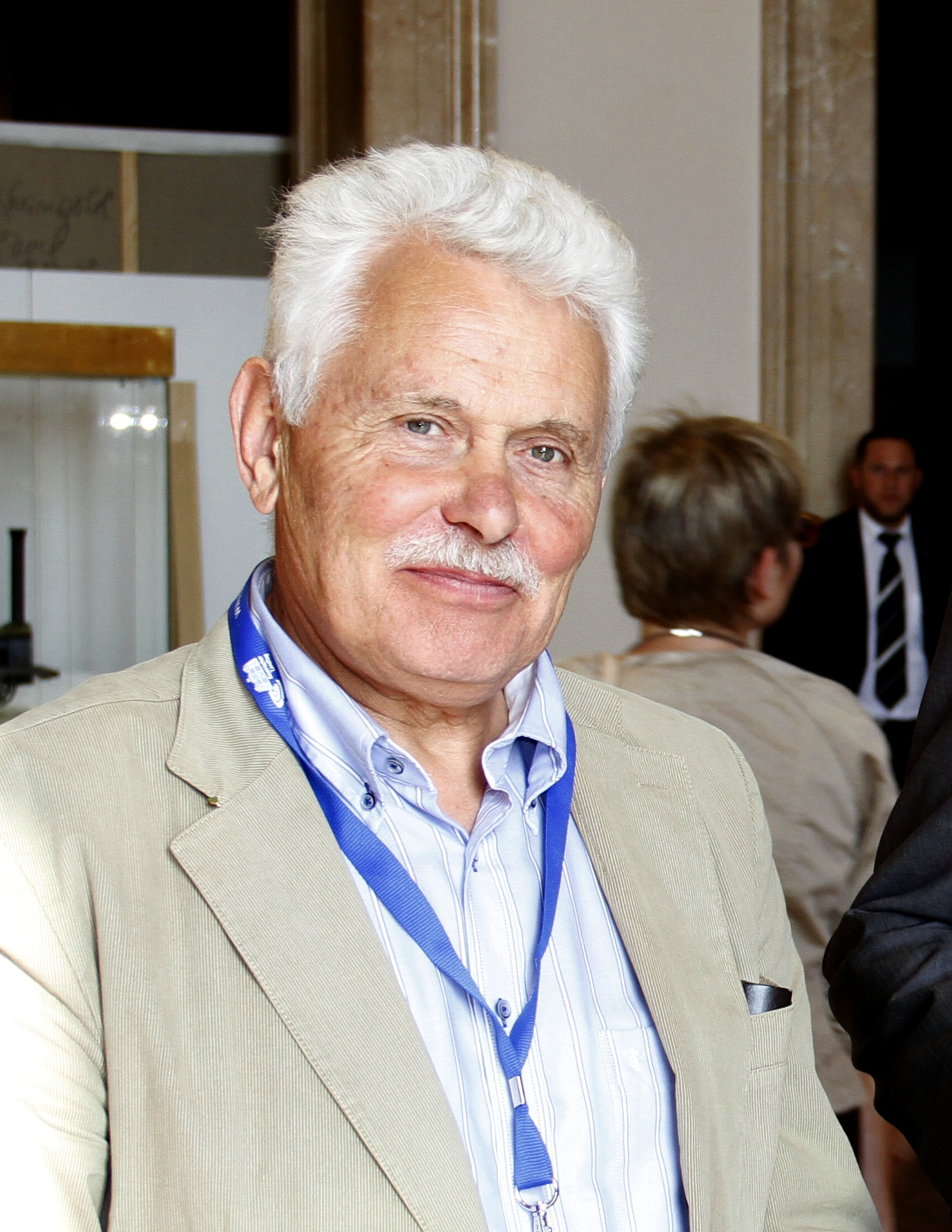
Peter Claus Hartmann (2012)

Peter Claus Hartmann (auch Peter C. Hartmann; * 28. März 1940 in München) ist ein deutscher Historiker mit Schwerpunkt Frühe Neuzeit.

## Leben und Wirken
Peter Claus Hartmann studierte Geschichte und Romanistik an der Ludwig-Maximilians-Universität (LMU). Er wurde 1967 in München bei Karl Bosl mit der Arbeit Die Finanz- und Subsidienpolitik des Kurfürsten Max Emanuel von Bayern und der kurbayerische Gesandte in Paris, Comte d’Albert-Fürst Grimberghen und zudem 1969 an der Sorbonne in Paris promoviert. Zunächst war er wissenschaftlicher Mitarbeiter am Deutschen Historischen Institut in Paris. 1976 habilitierte er sich in München mit der Schrift Geld als Instrument europäischer Machtpolitik im Zeitalter des Merkantilismus.
Nach einer Lehrstuhlvertretung an der Universität Regensburg erhielt er 1982 einen Ruf auf die Professur für Neuere Geschichte und Bayerische Landesgeschichte an der Universität Passau. 1988 wechselte er auf einen Lehrstuhl für Allgemeine und Neuere Geschichte an der Johannes Gutenberg-Universität Mainz. 2005 wurde er pensioniert.
Hartmann hat zahlreiche Arbeiten zur Geschichte der frühen Neuzeit publiziert. Er veröffentlichte 1997 eine umfassende Untersuchung zum Bayerischen Reichskreis. Er ist unter anderem Mitglied der Kommission für bayerische Landesgeschichte bei der Bayerischen Akademie der Wissenschaften und des Vorstandes der deutsch-französischen Kulturstiftung. Er war Mitglied der Vereinigung für Verfassungsgeschichte. Er ist seit 1960 Mitglied der katholischen Studentenverbindung KDStV Aenania zu München im CV, später auch der VKDSt Hasso-Rhenania Mainz. Von 2005 bis 2017 war er Philistersenior der KDStV Aenania.
Hartmann wurde 2001 Ritter des Ordre des Palmes Académiques der Republik Frankreich wegen hervorragender Verdienste um das französische Bildungswesen. Am 10. Mai 2012 wurde ihm das Verdienstkreuz am Bande des Verdienstordens der Bundesrepublik Deutschland verliehen.

## Schriften (Auswahl)
- Die Finanz- und Subsidienpolitik des Kurfürsten Max Emanuel von Bayern und der kurbayerische Gesandte in Paris, Comte d’Albert – Fürst Grimberghen. Dissertation, Universität München, 1967.
- Geld als Instrument europäischer Machtpolitik im Zeitalter des Merkantilismus: Studien zu den finanziellen und politischen Beziehungen der Wittelsbacher Territorien Kurbayern, Kurpfalz und Kurköln mit Frankreich und dem Kaiser von 1715 bis 1740. Kommission für Bayerische Landesgeschichte, München 1978 (Habilitationsschrift, Universität München, 1975).
- Das Steuersystem der europäischen Staaten am Ende des Ancien Regime. Eine offizielle französische Enquete (1763–1768). Dokumente, Analyse und Auswertung. England und die Staaten Nord- und Mitteleuropas. Artemis, Zürich 1979, ISBN 3-7608-4657-2 (Digitalisat bei perspectivia.net).
- Karl Albrecht, Karl VII. Glücklicher Kurfürst – unglücklicher Kaiser. Pustet, Regensburg 1985, ISBN 3-7917-0957-7.
- Bayerns Weg in die Gegenwart. Vom Stammesherzogtum zum Freistaat heute. Pustet, Regensburg 1989; 3. überarbeitete und ergänzte Auflage 2012, ISBN 978-3-7917-1875-0.
- Der Jesuitenstaat in Südamerika 1609–1768. Eine christliche Alternative zu Kolonialismus und Marxismus. Konrad, Weißenhorn 1993, ISBN 3-87437-349-5.
- Regionen in der Frühen Neuzeit. Duncker & Humblot, Berlin 1994, ISBN 3-428-08078-5.
- Der Bayerische Reichskreis (1500 bis 1803). Strukturen, Geschichte und Bedeutung im Rahmen der Kreisverfassung und der allgemeinen institutionellen Entwicklung des Heiligen Römischen Reiches (= Schriften zur Verfassungsgeschichte. Bd. 52). Duncker & Humblot, Berlin 1997, ISBN 3-428-09057-8.
- Geschichte Frankreichs. Beck, München 1999; 5., durchgesehene und aktualisierte Auflage 2015, ISBN 978-3-406-67330-6.
- Die Jesuiten. Beck, München 2001, ISBN 3-406-44771-6.
- Kulturgeschichte des Heiligen Römischen Reiches 1648 bis 1806. Verfassung, Religion und Kultur. Böhlau, Wien 2001; 2., verbesserte und ergänzte Auflage 2011, ISBN 978-3-205-78684-9.
- Französische Verfassungsgeschichte der Neuzeit (1450–2002). Duncker & Humblot, Berlin 2003, ISBN 3-428-10820-5.
- Das Heilige Römische Reich deutscher Nation. Reclam, Stuttgart 2005, ISBN 3-15-017045-1.
- Die Französischen Könige und Kaiser der Neuzeit 1498–1870. Von Ludwig XII. bis Napoleon III. Beck, München 2006, ISBN 3-406-54740-0.
- Münchens Weg in die Gegenwart. Von Heinrich dem Löwen zur Weltstadt. Schnell + Steiner, Regensburg 2008, ISBN 978-3-7954-2009-3.
- Kampf und Widerstand. Münchner Katholiken gegen Hitler 1922–1945. Schnell & Steiner, Regensburg 2018, ISBN 978-3-7954-3405-2.